# Церковь Преображения Господня на острове Кижи
Церковь Преображения Господня — православный храм на острове Кижи в Карелии, в составе храмового комплекса Кижского погоста на территории музея-заповедника «Кижи».

## Общие сведения

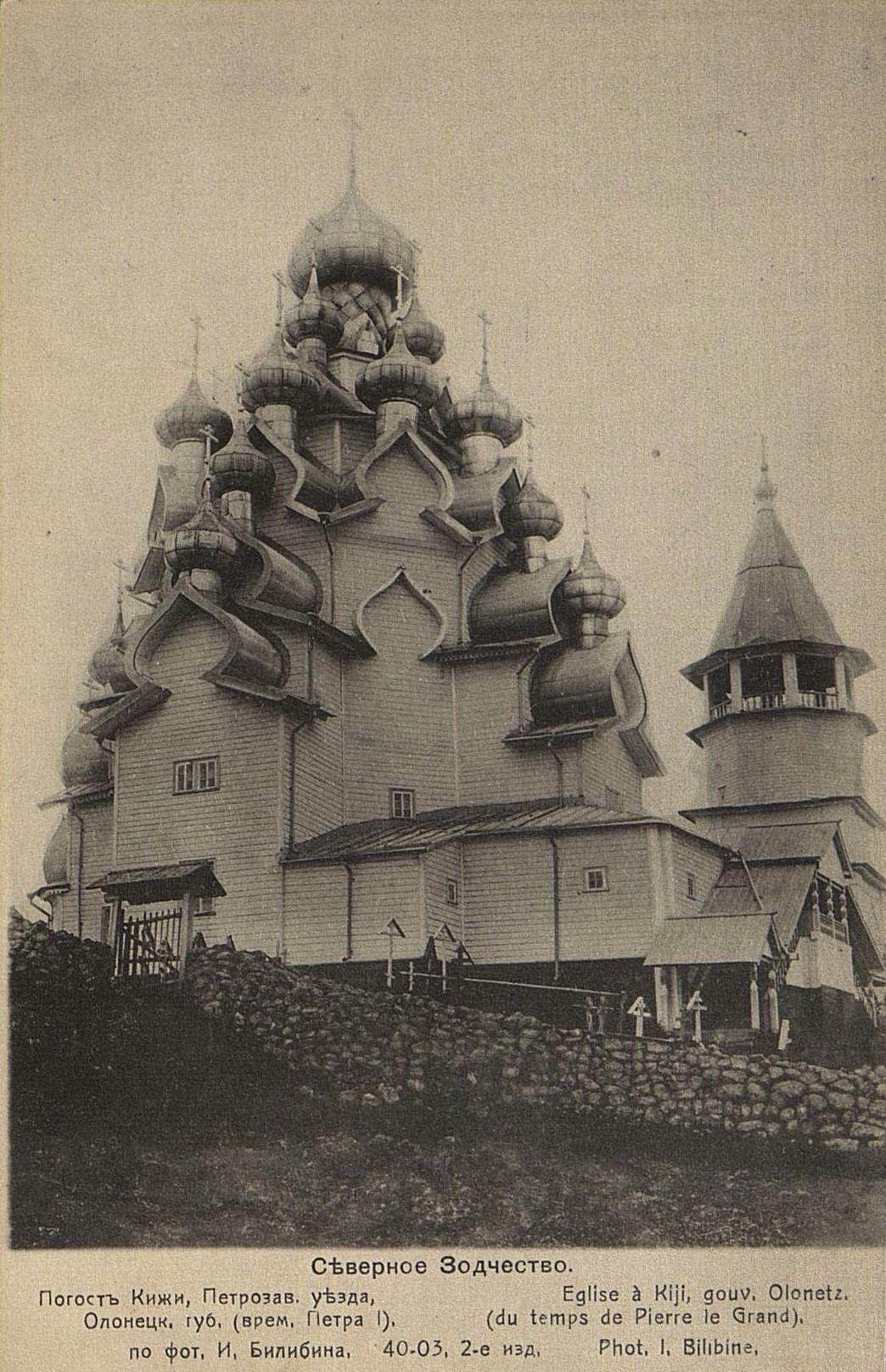
Кижи. Церковь Преображения и колокольня. Фото 1900-х гг.

Церковь была возведена в 1714 году на месте одноимённой шатровой церкви, сгоревшей в 1694 году.
Высота от основания до креста центральной главы — 37 м, размер в плане — 20,6×29 м.
Относится к типу деревянных восьмериковых ярусных церквей. Основой композиции сооружения является восьмигранный сруб — «восьмерик» — с четырьмя двухступенчатыми прирубами, расположенными по сторонам света. Алтарный восточный прируб имеет в плане форму пятиугольника. С запада к основному срубу примыкает невысокий сруб трапезной (нартекса). На нижний восьмерик последовательно поставлены ещё два восьмигранных сруба меньших размеров.
Церковь увенчана двадцатью двумя главами, размещенными ярусами на кровлях прирубов и восьмериков, имеющих криволинейную форму кровли — так называемую «бочку». Форма и размеры глав меняются по ярусам, что придаёт своеобразный ритмический рисунок облику церкви. Трапезная перекрыта трехскатной крышей. Вход в церковь выполнен в форме двухвсходного крытого крыльца на консолях. Верхняя и нижняя площадки крыльца перекрыты двускатными крышами на резных столбах. Верхние восьмерики опираются на перекрещивающиеся балки нижележащих восьмериков — «переходные четверики» — и раскреплены бревенчатыми подкосами.
Основа интерьера церкви — четырёхъярусный иконостас, включающий 102 иконы.
В 1990 году храм включён в список Всемирного природного и культурного наследия ЮНЕСКО.
Среди исследователей деревянного зодчества существует мнение, что прообразами кижской Преображенской церкви являются Церковь Покрова Пресвятой Богородицы, располагавшаяся в Вытегорском уезде, и Храм Покрова Божией Матери в Архангельской области.

## История реставрации Преображенской церкви
Наиболее значительные реставрационные работы церкви были выполнены в 1949—1959 годах под руководством архитектора Александра Ополовникова.
В 1980 году эксперты установили предаварийное состояние церкви, после чего было принято решение о закрытии объекта для посетителей.
В 1980—1983 годах были выполнены противоаварийные работы с установкой внутреннего металлического каркаса для предотвращения возможного обрушения здания церкви. В 1999—2001 годах санкт-петербургским институтом «Спецпроектреставрация» был разработан проект комплексной реставрации церкви.
Реставрация Преображенской церкви началась в 2009 году. Она проводилась методом лифтинга, при котором часть храма вывешивается за счёт металлической конструкции; находящиеся ниже вывешенной части церкви брёвна изымаются, обследуются и, если их состояние того требует, заменяются на новые.
В мае 2019 года, по завершении очередного этапа реставрации, были демонтированы железные подпорки. В подклете церкви для страховки 300-летних исторических полов и как часть истории сохранили фрагменты нижней части металлокаркаса, простоявшего около 40 лет. Подлинными удалось сохранить 70 % исторического памятника: по уникальной технологии «лечения» брёвен с помощью коронок и вставок, по возможности, заменялось не всё бревно, а только его часть.
Применяемый метод реставрации подвергался жёсткой критике со стороны академика В. П. Орфинского и известного реставратора А. В. Попова.
В декабре 2019 года в храме, после 40 лет хранения в музее-заповеднике, был установлен золочёный резной иконостас, имеющий 7 метров в высоту и 23,5 метра в длину. Сотрудники музея сообщили, что иконы размещены в иконостасе в том же порядке, что и в XIX веке, открыв верующим «Пасхальный цикл» праздников. Основанием для такого расположения образов стали схемы иконостаса, зафиксированные в архивных документах 1830 и 1867 годов. Сохранены подлинные (конца XVIII века) деревянные декорированные конструкции иконостаса.
За 10 лет специалисты отреставрировали 742 бревна из 2550 элементов, составляющих храм. Важный этап реставрации — работа над 16 деревянными главками, на которых заменили 34 тыс. лемешин — традиционных черепиц из осины.
Было объявлено, что церковь откроется для посетителей в июне 2020 года, а торжественное освящение пройдет 19 августа 2020 года, однако побывавшая на объекте 23 июля 2020 года комиссия территориального управления Министерства культуры России по Северо-Западному федеральному округу отказалась принимать работы и составила акт с большим количеством замечаний.
Окончательно работы по реставрации церкви были завершены и приняты Государственной комиссией в октябре 2020 года.
Для посетителей церковь открылась с 1 июня 2021 года, торжественное открытие было запланировано на конец июня, а чин освящения — 19 августа, в праздник Преображения Господня.

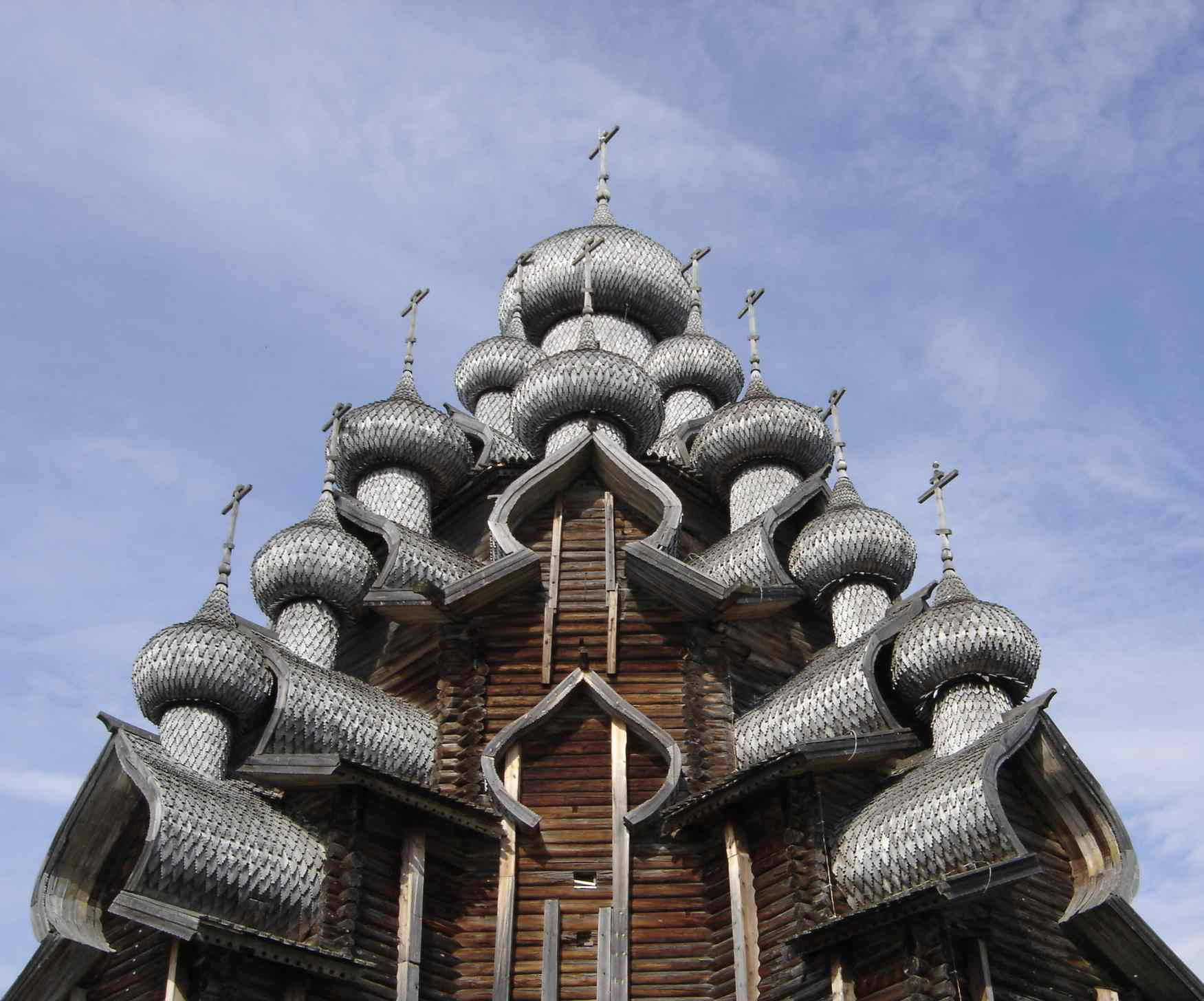
Купола Преображенской церкви
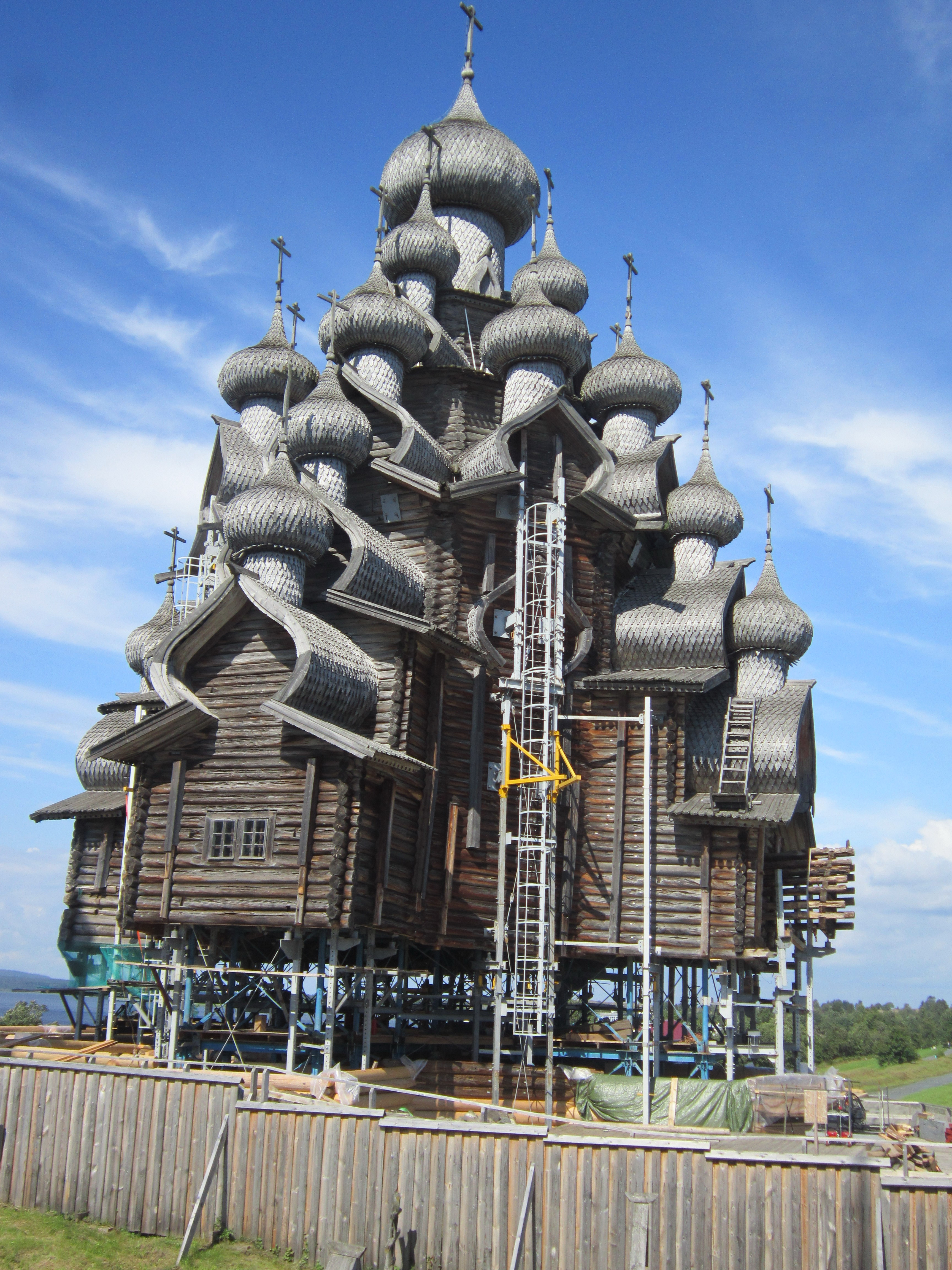
Вид церкви в процессе реставрации, август 2012 года
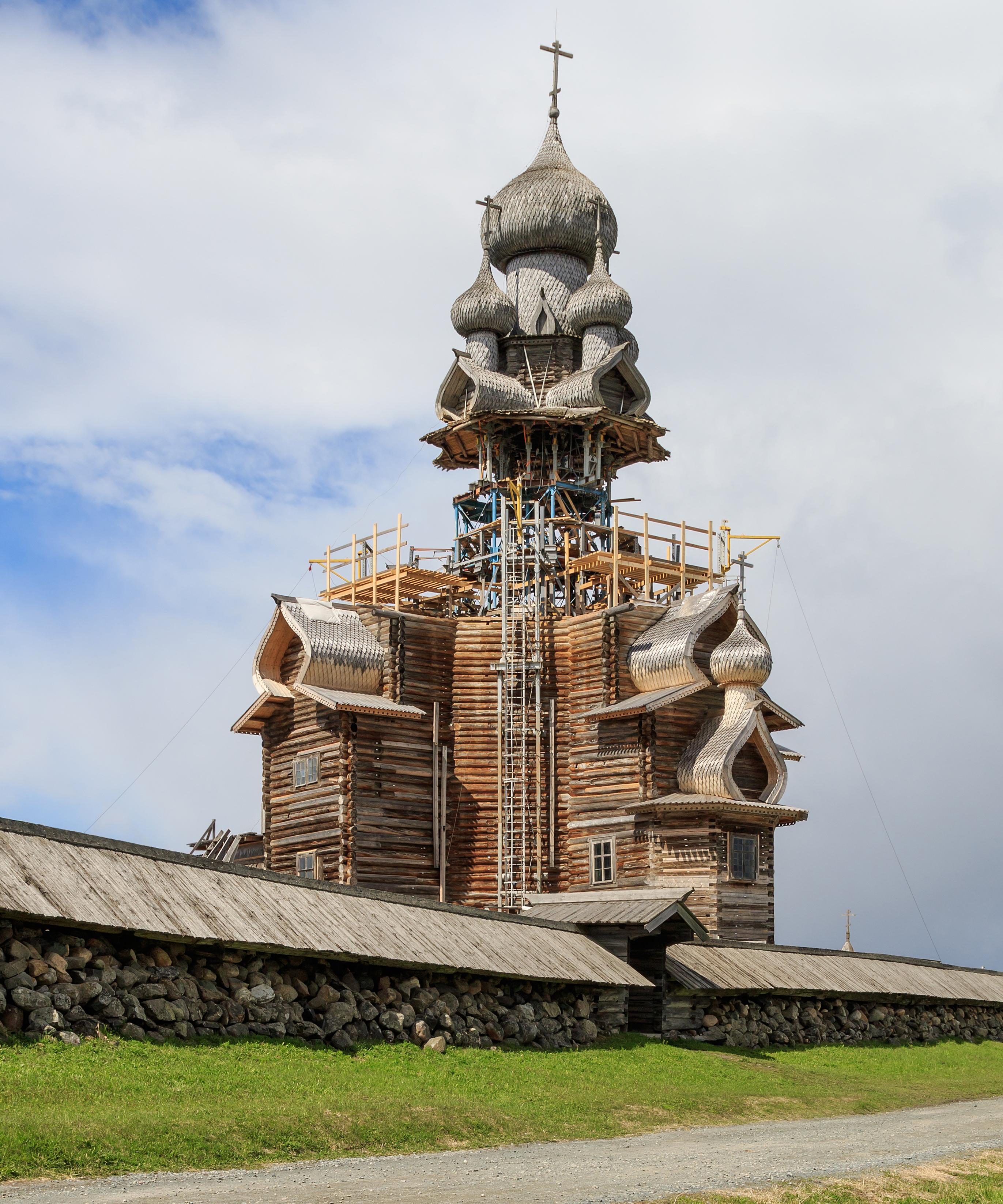
Вид церкви в процессе реставрации, июнь 2017 года
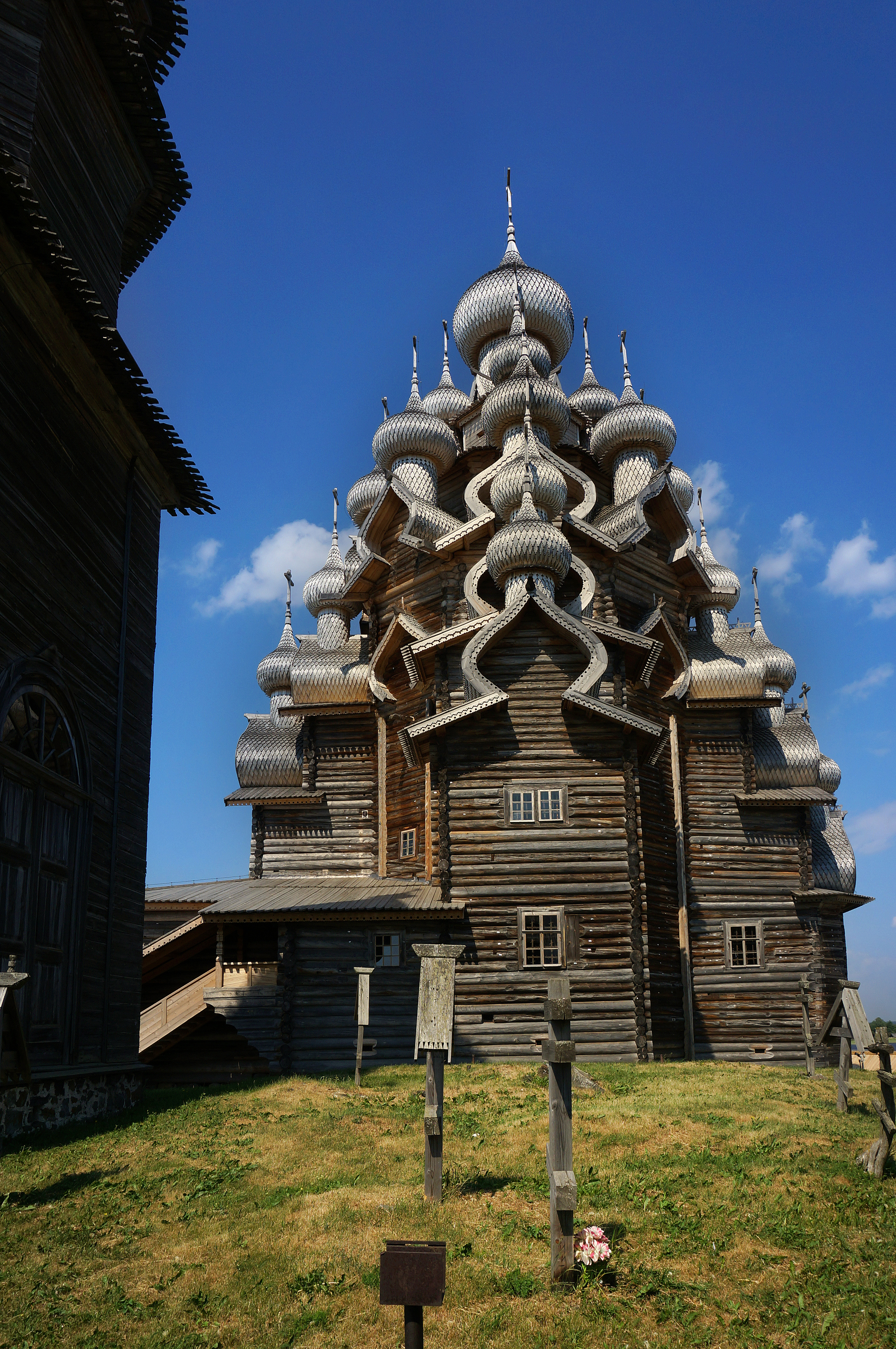
Отреставрированная церковь в 2021 году